# Piezoelement

Mechanische Kraft auf ein Piezoelement bewirkt eine elektrische Spannung

Ein Piezoelement ist ein Bauteil, das
- den Piezoeffekt ausnutzt, um bei Einwirkung einer mechanischen Kraft eine elektrische Spannung zu produzieren, oder
- den inversen Piezoeffekt ausnutzt, um durch Anlegen einer elektrischen Spannung eine mechanische Bewegung auszuführen (Piezoaktor).

## Werkstoffe
Piezoelemente können bestimmte Kristalle (Piezokristalle) oder piezoelektrische Keramiken, also polykristalline Materialien, sein. Vor allem für die Anwendung als Aktor werden heute meist Keramiken eingesetzt, weil diese bei kleineren Spannungen eine größere Längenänderung als Piezokristalle ergeben; der am häufigsten eingesetzte Werkstoff ist Blei-Zirkonat-Titanat (PZT). Dieses Material ist ferroelektrisch und wird durch Erhitzen über die ferroelektrische Curie-Temperatur (bei PZT ca. 300 °C) und nachfolgendes Abkühlen in einem elektrischen Feld polarisiert. Dadurch werden die zuerst zufällig ausgerichteten ferroelektrischen Domänen (Weiss-Bezirke) weitgehend parallel ausgerichtet.
Die Polarisation kann durch zu hohe Temperatur (nahe der Curie-Temperatur), zu hohen Druck oder ein zu hohes elektrisches Feld zerstört werden. Danach muss die oben beschriebene Polarisation erneut durchgeführt werden.
Im Vergleich zu Piezokristallen haben piezoelektrische Keramiken allerdings auch Nachteile:
- Höhere Nichtlinearität: Die Auslenkung ist nicht exakt proportional zur angelegten Spannung.
- Hysterese: Nach Anlegen und Abschalten einer elektrischen Spannung geht das Bauteil nicht genau in die Ausgangslage zurück.
- Kriechen: Die Auslenkung erreicht bei Anlegen einer konstanten Spannung nicht sofort den Endwert.

## Aufbau
Auf dem piezoelektrischen Material werden Elektroden aufgebracht, sodass durch die angelegte Spannung ein elektrisches Feld entsteht bzw. das durch eine mechanische Kraft hervorgerufene elektrische Feld eine Spannung an den Elektroden bewirkt.
Im einfachsten Fall ist ein Piezoelement also ein Plättchen mit Elektroden an den Endflächen, das sich in Dickenrichtung ausdehnt und in Querrichtung zusammenzieht, wenn eine Spannung angelegt wird. Die Verformung bleibt so lange bestehen, wie die Spannung angelegt bleibt. Treten keine wechselnden äußeren Kräfte auf, so wird keine Energie benötigt, um die Verformung aufrechtzuhalten. Wird die Spannung umgepolt, ändert sich die Richtung der Verformung – in diesem Fall also Kontraktion in Dickenrichtung und Ausdehnung in Querrichtung.
Weitere Bauformen sind piezoelektrische Röhrchen (Elektroden an der Innen- und Außenwand) und Biegeelemente (auch Bimorph genannt), bei denen zwei Plättchen mit dazwischen liegender Elektrode so miteinander verklebt werden, dass sich bei Anlegen einer Spannung eines ausdehnt und zugleich das andere kontrahiert. Dadurch kommt es zu einer Verbiegung ähnlich wie bei einem Bimetallstreifen, allerdings ist die Verformung wesentlich geringer.

### Piezostapel
Stapelanordnungen werden als Aktor oder als Generator verwendet.

#### Piezoaktor

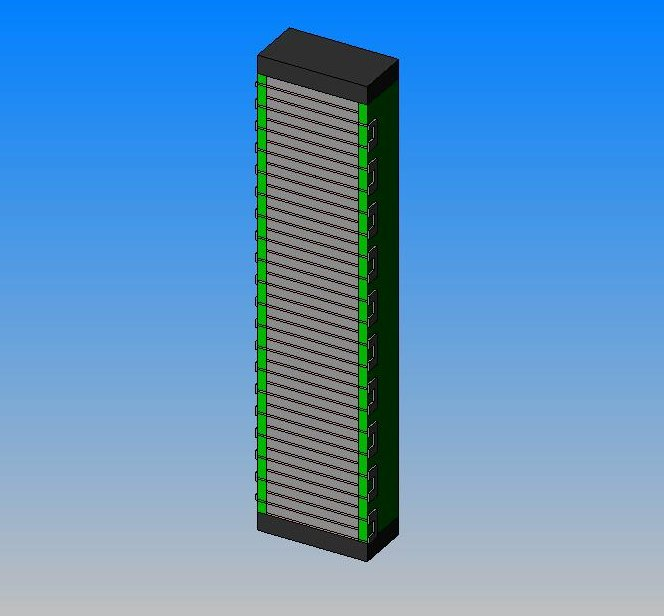
Piezostapel in Sandwichbauweise in einer Schnittdarstellung. Aufgebaut aus Piezokeramikschichten zwischen jeweils zwei Elektroden (+ und −), zwei Endplatten (oben und unten), einer isolierenden Ummantelung und den Anschlüssen, die nach links (+) und rechts (−) aus der Ummantelung herausragen, um über einen Mäander angeschlossen zu werden

Für die Verwendung als Piezoaktor sind oft möglichst große Bewegungsamplituden bei kleinen Spannungen erwünscht. Da die relative Längsausdehnung proportional zur elektrischen Feldstärke ist, kann das durch einen kleinen Abstand der Elektroden erreicht werden (Feldstärke = Spannung/Elektrodenabstand). Dies wird bei mehrlagigen Piezoelementen (auch „Multilayer-Elemente“, „Piezostack“ oder „Piezostapel“ genannt) durch Kaskadierung erreicht, indem mehrere dünne Piezoelemente mit dazwischenliegenden Elektroden zusammengefügt werden. Dadurch ergibt sich eine mechanische Reihenanordnung mit Ansteuerung durch eine elektrische Parallelschaltung. Dazu wird folgendes Schema angewandt: Zuerst stapelt man auf eine Elektrode (beispielsweise der Plus-Anschluss) eine Piezoscheibe, danach wieder eine Elektrode (−) und schlussendlich eine weitere Piezoscheibe, aber dieses Mal wird die Polarisierungsrichtung geändert. Diese Anordnung kann nun fast beliebig wiederholt werden. Die Plus- und Minuselektroden werden jeweils außen verbunden. Man kann sich die Anordnung der Elektroden als Kämme vorstellen, die ineinandergesteckt werden, sodass die Zacken des einen Kamms die Zwischenräume des anderen ausfüllen.
An die Elektrode kann man nun eine Spannung anlegen, sodass sich die Distanz der beiden Elektroden aufgrund einer Längenausdehnung des Piezokristalls vergrößert. Die anzulegende Maximalspannung hängt von der Dicke der Piezokristallscheibe, vom Material und von den Isoliereigenschaften zwischen den Elektroden ab. Bei einer Schichtdicke des Piezomaterials von 0,2 mm kann man ungefähr eine maximale Spannung von 100–150 V anlegen. Die maximale Auslenkung beträgt ungefähr 0,2 %.
Da die Elektroden in der Regel eng beieinanderstehen und die Spannungen hoch sind, können an den Rändern je nach Außenbedingungen (Luftfeuchte, Luftdruck) Funken überspringen. Aus diesem Grund isoliert man die Piezostacks nach außen mit einem Kunststoff. Die Anforderungen an diese Isolierung ist hoch und war bis vor kurzer Zeit einer der häufigsten Gründe der Kurzlebigkeit der Piezostacks. Mittlerweile wurden auch Piezostacks mit Keramikummantelung entwickelt.

#### Piezogenerator
Zum Erzeugen höherer Ströme oder höherer Spannungen kann ein Piezostapel auch als Strom- oder Spannungsquelle verwendet werden. Dazu werden die Elemente elektrisch parallel oder in Reihe verbunden und die erzeugte Spannung beispielsweise auf eine Zündpille oder der erzeugte Strom in eine Ladeschaltung gegeben.